# 小行星3585
小行星3585（3585 Goshirakawa，后白河）是一颗绕太阳运转的小行星，为主小行星带小行星。该小行星由新島恒男与浦田武于1987年1月28日在群馬県尾島町（现太田市）发现。

## 命名
以平安时代末期的第77代天皇后白河天皇（1127年 - 1192年）命名。

## 轨道参数
小行星3585的轨道半长轴为3.0692794 UA，离心率为0.189。